# Roza Dereje
Roza Dereje (en amharique : ሮዛ ደረጀ) est une athlète éthiopienne spécialiste des courses de fond, née le 9 mai 1997 dans la région d'Oromia.

## Biographie

### Jeunesse
Roza Dereje est née le 9 mai 1997 dans le district de Selale, dans la région d'Oromia en Éthiopie. Elle a quatre frères et ses parents l’encouragent à courir alors qu’elle se passionne pour les performances de Derartu Tulu et Tirunesh Dibaba. Après sa dixième année d’étude, elle intègre un groupe d'entraînement pour les jeunes athlètes à Bekoji où elle se concentre sur le 800 mètres et le 1500 mètres.
Sa vie bascule lorsqu’elle se fait remarquer après une victoire dans un semi-marathon local. Elle rencontre Haji Adilo qui deviendra son entraineur et Dereje Abera Ali, ancien marathonien avec qui elle partage sa vie et qui l’accompagne.

### Carrière sportive
En 2015, Roza Dereje se classe quatrième de sa première compétition hors d'Éthiopie en Algérie. Elle remporte le Marathon de Shanghai les deux années suivantes et surtout celui, plus relevé, de Dubaï en 2018 en 2 h 19 min 17 s,,,. Elle termine deuxième du Marathon de Chicago 2018.
En 2019, elle se classe troisième du Marathon de Londres avant de remporter celui de Valence dans un temps record de 2 h 18 m 30 s, faisant d’elle la huitième femme la plus rapide de l’histoire.
En août 2021, elle est l’une des six athlètes à courir le marathon des Jeux olympiques d’été de 2020 à Tokyo sous les couleurs éthiopiennes auxquelles elle est particulièrement attachée, ; elle termine quatrième de ce marathon en 2 h 28 min 38 s.  
Roza Dereje est entrainée par Haji Adilo, Kasim Adilo et Moges Taye à Sululta où elle réside, à quelques kilomètres au nord de la capitale Addis-Abeba.